# Cinarina
Cinarina  es un ácido hidroxicinámico y un componente químico biológicamente activo de la alcachofa (Cynara cardunculus).
Químicamente, es un éster formado a partir de ácido quínico y dos unidades de ácido cafeico.
Inhibe los receptores del gusto, por lo que el agua (y otros alimentos y bebidas) parecen dulces.
Es un ingrediente de la droga Sulfad.